# 阳江 (融江)
阳江，又称牛鼻河、武陽江，位于中华人民共和国广西壮族自治区北部，是柳江融江段右岸支流，上游又称四堡河，发源于融水苗族自治县三防镇池洞村甲岭屯，西南流入罗城仫佬族自治县境，至宝坛乡西华村转东南流，经黄金镇和小长安镇，至小长安镇牛鼻村东汇入融江。干流长77千米，平均比降2.96‰，流域面积1316平方千米。